# Once Bitten, Twice Shy
Once Bitten, Twice Shy è una canzone del cantante britannico Ian Hunter, estratta come primo singolo dal suo album di debutto come solista, in seguito all'abbandono della band Mott the Hoople.
Il singolo ha raggiunto la posizione numero 14 della Official Singles Chart nel Regno Unito.

## Tracce
7" Single A|B CBS S 3194
1. Once Bitten, Twice Shy – 3:52
2. 3000 Miles From Here – 2:48

## Classifiche
| Classifica (1975) | Posizione massima |
| ----------------- | ----------------- |
| Regno Unito       | 14                |

## Versione dei Great White
Il gruppo musicale statunitense Great White ha registrato una cover del brano, estratta come singolo dal loro quarto album ...Twice Shy nel 1989.
È diventato il singolo di maggior successo del gruppo, raggiungendo il quinto posto della Billboard Hot 100 e la sesta posizione della Mainstream Rock Songs negli Stati Uniti.
La cover dei Great White è stata certificata con il disco d'oro per le vendite dalla RIAA il 26 luglio 1989.
Il brano ha inoltre ricevuto una candidatura per la Miglior interpretazione hard rock ai Grammy Awards 1990, perdendo contro Cult of Personality dei Living Colour.
Nel 2014 è stata indicata come la 17ª più grande canzone pop metal da Yahoo! Music.

### Tracce
7" Single A|B Capitol B-44366
1. Once Bitten, Twice Shy – 5:22
2. Slow Ride – 3:48

12" Single 12CL 532
1. Once Bitten, Twice Shy – 5:22
2. Wasted Rock Ranger – 3:03
3. Slow Ride – 3:48

### Classifiche
| Classifica (1989)             | Posizione massima |
| ----------------------------- | ----------------- |
| Canada                        | 11                |
| Regno Unito                   | 83                |
| Stati Uniti                   | 5                 |
| Stati Uniti (mainstream rock) | 6                 |